# Торайгыр (Актюбинская область)
Торайгыр (каз. Торайғыр, до 2011 г. — Черёмушки) — упразднённое село в Мартукском районе Актюбинской области Казахстана. Входило в состав Курмансайского сельского округа. Код КАТО — 154659500. Упразднено в 2019 г.

## Население
В 1999 году население села составляло 149 человек (70 мужчин и 79 женщин). По данным переписи 2009 года, в селе проживало 95 человек (50 мужчин и 45 женщин).